# Schlemmer Atlas
Der Schlemmer Atlas ist ein Restaurantführer der Busche Verlagsgesellschaft aus Dortmund. 

## Geschichte und Bewertung
Der Schlemmer Atlas erscheint seit 1973 jährlich Ende Oktober und verzeichnet über 1500 Restaurants in Deutschland, Österreich und Südtirol. Von 1997 bis 2020 hieß er ARAL Schlemmer-Atlas.
Die Bewertung der Restaurants erfolgt mit einem Kochlöffelsymbol, wobei ein Kochlöffel für „ambitionierte Küche“ steht, während die Höchstwertung fünf Kochlöffel beträgt. Kriterien sind Restaurant mit hervorragender Küche, erstklassige Grundprodukte, hohe Kreativität und Qualität bei bestmöglicher vor allem einfallsreicher Zubereitung der Speisen, ausgewählte große Weine und ausgezeichneter Service in entsprechender Atmosphäre.
Die Entwicklungstendenz (halbe Bewertungsstufe) wird mit einem aufrecht weisenden Pfeil hinter den Kochlöffel-Symbolen angezeigt.
Analog zum Schlemmer Atlas gibt es auch einen Hotel-Führer Schlummer-Atlas.

## Spitzenkoch des Jahres
Mit der Höchstbewertung von fünf Schlemmer-Atlas-Kochlöffeln ist zugleich die Ehrung zum Spitzenkoch des Jahres verbunden. Diese Auszeichnung wird seit 1987 vergeben. Die Verleihung dieser Auszeichnung erfolgt traditionell im Rahmen der „Busche Gala“.
Spitzenköche aus Deutschland
- Christian Bau: Victor’s Gourmet-Restaurant Schloss Berg, Perl (seit 2014)
- Tristan Brandt, OPUS V, Mannheim (2019–2020)
- Bobby Bräuer, EssZimmer, München (seit 2021)
- Jean-Claude Bourgueil: Im Schiffchen, Düsseldorf (2014–2018)
- Thomas Bühner: la vie, Osnabrück (2014–2018)
- Bernhard Diers: Schlossgarten Gourmetrestaurant Bernhard Diers, Stuttgart (2014)
- Sven Elverfeld: The Ritz-Carlton, Wolfsburg – Aqua, Wolfsburg (seit 2014)
- Klaus Erfort: Gästehaus Klaus Erfort, Saarbrücken (seit 2014)
- Kevin Fehling, The Table, Hamburg (seit 2016)
- Hans Haas: Tantris, München (2014–2021)
- Jan Hartwig, Atelier, München (2020–2021)
- Karlheinz Hauser: Süllberg Karlheinz Hauser – Seven Seas, Hamburg (2014–2021)
- Nils Henkel: Gourmetrestaurant Lerbach, Bergisch Gladbach (2014–2015), Burg Schwarzentein (2018)
- Christian Jürgens: Seehotel Überfahrt – Gourmetrestaurant Überfahrt, Rottach-Egern (seit 2014)
- Michael Kempf. Restaurant Facil, Berlin (seit 2022)
- Alfred Klink: Colombi – Restaurant Zirbelstube, Freiburg (2014)
- Andreas Krolik, Restaurant Lafleur, Frankfurt am Main (seit 2022)
- Claus-Peter Lumpp: Restaurant Bareiss, Baiersbronn (seit 2014)
- Thomas Martin: Louis C. Jacob – Jacobs Restaurant, Hamburg (2014–2016)
- Torsten Michel Restaurant Schwarzwaldstube, Baiersbronn (seit 2018)
- Jörg Müller: Gourmetrestaurant Jörg Müller, Sylt (2014)
- Marco Müller. Rutz Restaurant, Berlin (seit 2021)
- Hubert Obendorfer, Obendorfer's Eisvogel, Neunburg vorm Wald (2021)
- Sebastian Obendorfer Oberdorfer's Eisvogel, Neunburg vorm Wald (seit 2022)
- Christoph Rainer Luce d’Oro, Krün (seit 2022)
- Clemens Rambichler, Waldhotel Sonnora, Dreis (seit 2019)
- Thomas Schanz, schanz.restaurant, Piesport (seit 2022)
- Christian Scharrer. Courtier, Weissenhaus (seit 2020)
- Helmut Thieltges: Waldhotel Sonnora, Dreis (2014–2017)
- Heinz Winkler: Residenz Heinz Winkler, Aschau (seit 2014)
- Joachim Wissler: Grandhotel Schloss Bensberg – Vendôme, Bergisch Gladbach (seit 2014)
- Harald Wohlfahrt: Traube Tonbach – Schwarzwaldstube, Baiersbronn (2014–2017)

Spitzenköche aus den Niederlanden (vergeben 2014–2018)
- Jan Jacob Boerma, De Leest, Vaasen (2015–2018)
- Jonnie Boer: De Librije, Zwolle (2014–2018)
- Sergio Herman: Oud Sluis, Sluis (2014)

Spitzenköche aus Österreich
- Juan Amador, Amador, Wien (seit 2022)
- Andreas Döllerer, Döllerers Genusswelten, Golling an der Salzach (seit 2017)
- Thomas Dorfer, Landhaus Bacher, Mautern am See (seit 2015)
- Walter Eselböck: Restaurant Taubenkobel, Schützen am Gebirge (2014)
- Johanna Maier: Hubertus – Restaurant Johanna Maier & Söhne, Filzmoos (2014–2020)
- Martin Klein, Ikarus, Salzburg (seit 2021)
- Silvio Nickol, Gourmetrestaurant Silvio Nickol, Wien (seit 2019)
- Karl Obauer, Rudolf Obauer: Obauer, Werfen (seit 2014)
- Benjamin Parth, STÜVA, Ischgl (seit 2021)
- Thorsten Probost, Griggeler Stube, Lech (2019)
- Heinz Reitbauer, Steirereck, Wien (seit 2015)
- Andreas Senn, SENNS Restaurant, Salzburg (seit 2022)
- Martin Sieberer, Paznaunerstube, Ischgl (seit 2019)
- Simon Taxacher, Restaurant Simon Taxacher, Kirchberg/Tirol (2015–2020)
- Lisl Wagner-Bacher: Landhaus Bacher, Mautern an der Donau (2014)
- Hubert Wallner, See Restaurant Saag, Wörther See (2021) bzw. Gourmetrestaurant Hubert Wallner, Dellach-Maria Wörth (seit 2022)
- Alain Weissgerber, Taubenkobel, Schützen am Gebirge (seit 2015)

Spitzenköche aus der Schweiz (2014–2020)
- Andreas Caminada: Schauenstein – Schloss Restaurant, Fürstenau

Spitzenköche aus Südtirol (seit 2019)
- Peter Girtler, Gourmetstube Einhorn, Freienfeld/Mauls (seit 2022)
- Norbert Niederkofler, Restaurant St. Hubertus, Kassian (seit 2019)
- Gerhard Wieser, Trenkerstube, Dorf Tirol, (seit 2019)

## Weitere Auszeichnungen
Folgende Auszeichnungen werden auch vom Schlemmer Atlas vergeben:
- Aufsteiger des Jahres
- Ausländisches Restaurant des Jahres
- Bar des Jahres
- Gastronom des Jahres
- Genießer des Jahres
- Oberkellner des Jahres
- Pâtissier des Jahres
- Sommelier des Jahres
- Weingut des Jahres